# Adelidea longirostris
Adelidea longirostris är en tvåvingeart som först beskrevs av Christian Rudolph Wilhelm Wiedemann 1828.  Adelidea longirostris ingår i släktet Adelidea och familjen svävflugor. Inga underarter finns listade i Catalogue of Life.